# Clubiona lutescens
Clubiona lutescens es una especie de araña araneomorfa del género Clubiona, familia Clubionidae. Fue descrita científicamente por Westring en 1851.
Habita en Europa, Turquía, Cáucaso, Rusia (Europa al Lejano Oriente), Irán, Kazajistán, Corea, Japón. Introducido a América del Norte.